# Jan Neckář
Jan Neckář (* 11. února 1949 Ústí nad Labem) je český hudebník, zpěvák a skladatel, bratr herce a zpěváka Václava Neckáře, synovec herce Eduarda Dubského.

## Život
Na vojenské hudební škole Víta Nejedlého v Roudnici nad Labem vystudoval hru na violoncello a na klarinet. Studium ukončil v roce 1968. V roce 1971 založil společně s Otou Petřinou poprockovou skupinu Bacily. Od roku 1974 se stal jejím leadrem. Pro svého bratra složil hudbu k řadě hitů, výjimečně komponoval i pro jiné interprety. V roce 1991 založil vydavatelství NE a NE Records, zaměřující se převážně na reedice.